# Dawka epilacyjna
Dawka epilacyjna – dawka promieniowania jonizującego na skórę powodująca w określonym czasie tymczasową utratę owłosienia (epilację). Epilacja wywołana promieniowaniem, np. przy teleradioterapii chorób skóry, może powodować bujniejsze odrastanie włosów.
Dla człowieka jej wartość wynosi około 3-3,5 siwerta, dla promieniowania o niskich energiach.
Za próg trwałego wyłysienie przyjmowana jest dawka koło 5 Sv.